# Imam Birgivi
Imam Birgivi (eigentlich osmanisch تقى الدين محمد بن على İA Taqi ad-Din Muhammed ibn Ali, DMG Taqī ad-Dīn Muḥammad ibn ‘Alī, arabisch: al-Birkawī; * 1523 in Balıkesir; † 1573 in Izmir) war ein ʿĀlim (Gelehrter) und Kazasker (Heeresrichter) im Osmanischen Reich. Er war der Lehrer von Kadızade Mehmed Efendi und gilt als wichtigster Inspirator für die Gründung der Kadizadeli, einer salafitischen Reformbewegung. Obwohl seine Rechts- und Glaubensansichten allgemeinhin als hanefitisch gelten, wird ihm eine Nähe zu den Hanbaliten nachgesagt. In seiner Funktion als Faqih (Rechtsgelehrter) urteilte er nachweislich nach hanefitischem Recht. Er war der Sohn von Pir Ali, einem Lehrer an einer Madrasa. Er sprach Hocharabisch, Türkisch, Persisch und Osmanisch.

## Leben und Ansichten
Nachdem Birgivi seine ersten Islamunterrichtsstunden von seinem Vater bekommen sowie Arabisch gelernt hatte und Hafiz geworden war, studierte er in Istanbul an einer Madrasa und schloss sich anschließend dem Derwisch-Orden der Bayramiyyah an. Im Orient werden solche Sufi-Orden als „tariqa“ bezeichnet. In seinem Orden blieb Birgivi, bis er darin den Rang eines Sufi-Meisters erlangte.
Nachdem Birgivi in seinen Studien mit den Schriften des Ibn Taimiya geistig in Berührung gekommen war, wandte er sich gegen den Sufismus. Den Sufis warf er vor, ihre Religionsansichten auf erfundene Hadith, Lügen und volkstümliche Praktiken zu stützen.
Birgivi verfasste seine Werke meist in Arabisch. Zu seinen bekanntesten zählt das in Arabisch geschriebene Werk aṭ-Ṭarīqatu'l-muḥammadīya („Der auf den Lehren Muḥammads basierende mystische Orden“), in welchem er sich gegen die von den Sufis praktizierten, aus seiner Sicht ketzerischen Neuerungen im Glauben (arabisch Bidaʿ genannt) wendet, die nach seiner Ansicht zwischen Unglauben (kufr) und Verbotenem (harām) stehen. Bei der von sufistischen Gelehrten angenommene bid’at-ı ḥasana (gute Erneuerung) und bid’at-ı seyyie (schlechte Erneuerung) könne man nicht istiḥsān (Gutdenken) wie Abu Hanifa anwenden, da sie viel schlimmer sein als zu Abu Hanifas Zeiten. Für Birgivi war der Glauben, dass die Seelen der Awliya (Gottesfreunde/Heilige) oder von Propheten „Hathir“ am Leben sein und Gebete erhören sowie sich an zugleich an mehreren Orten befinden können kufr.
Die Lehre von der „Einheit des Seins“ (wahdat al-wudschūd) lehnte er ab und kritisierte dessen Autor, Ibn Arabi, scharf, indem er ihn zu einem Ungläubigen Kafir erklärte. Der Ansicht ibn Arabis bezüglich „Glauben des Pharao“ widersprach er. Beim Propheteneltern-Problem vertrat er die Meinung, dass die 'Eltern des Gottesgesandten … als Ungläubige gestorben" sind.
“Das Gebieten des Rechten und Verbieten des Verwerflichen” betrachtete er als wadschib. Während er die Astronomie akzeptierte, lehnte er die Astrologie ab, wie auch zum Großteil ʿIlm al-kalām, das nur erlernt und angewendet werden dürfe, um Gegner zu widerlegen; theologische Debatten sollten auf das absolut Notwendige reduziert werden.
Birgivi vertrat die Ansicht, dass es nicht zulässig sei, den Koran gegen Entgelt zu rezitieren oder zu Lehren. Die deswegen entstandene Kontroverse zwischen ihm und dem Scheich ul-Islam Ebus-suud ging Katib Çelebi in seiner Abhandlung Mīzān al-ḥaqq fī iḫtiyār al-aḥaqq („Die Waage der Wahrheit bei der Wahl des Berechtigteren“) ein.
Birgivi arbeitete in Edirne als Vorbeter, anschließend gründete er mit Imam Ataullah Efendi (ein Lehrer und Bekannter von Selim II.) eine Madrasa nahe Izmir, in der er selbst unterrichtete. In seinen Besuchen in Istanbul traf er sich mit Staatsmännern wie Sokollu Mehmed Pascha, der als einer der größten Unterstützer Birgivis gilt, um über die schlechten Tugenden des Reiches wie Korruption zu beraten. Seiner Ansicht nach liege der Schlüssel zur Beseitigung dieser im Islam, der von jeglicher Bid´a gereinigt und praktiziert werden müsse, wie es der Prophet Mohammed und die Salaf aṣ-Ṣāliḥ (Gefährten Mohammeds) es getan haben. Unter Murad III. setzten sich Sokollu Mehmed Paschas Gegner immer stärker durch; Sokollu Mehmed Pascha wurde 1579 von einem Sufi-Derwisch ermordet, nachdem dieser zahlreiche Aktionen gegen Sufis in die Wege leitete.
Birgivi verfasste 29 Werke, die bekannt sind. Neben aṭ-Ṭarīqatu'l-muḥammadīya verfasste er auch das Schriftstück „Der Weg Mohammeds“, das 1822 von Garcin de Tassy ins Französische übersetzt wurde. Die englische Übersetzung stammt von Tosun Bayrak, die türkische von Celâl Yıldırım. Das Original ist in Arabisch geschrieben.
Sein Werk Vasiyetname, das an das Volk gerichtet war und die Muslime zu Ehrlichkeit, Frömmigkeit, Zusammenhalt und Brüderlichkeit aufruft, schrieb er gezielt auf Kaba Türkçe, einer vulgären und einfachen Variante der osmanischen Sprache seiner Zeit. Sie wurde vor allem von den unteren Schichten, Arbeitern und Bauern, gesprochen.

### Auszug
In seinem Werk aṭ-Ṭarīqatu'l-muḥammadīya, in dem er sich vor allem auf die Ansichten des ibn Taimiyya stützt, nennt Birgivi zahlreiche Handlungen als unerlaubter Erneuerung und verboten, von denen einige davon folgende sind:
- Gegen Entgelt den Koran rezitieren oder lehren.
- Den Koran rezitieren, indem man mit dem Kopf wackelt.
- Das Bauen von Qubbas bzw. Türbes
- Bei Türbes Tiere opfern, Glücksbringer anbringen, von den dort bestatteten Fürbitte erbitten.
- Zu besonderen islamischen Feiern Kerzen anzünden.
- Im Todesfall eine spezielle „Feier“ abhalten.
- Das Einsetzen von „Vermittlergestalten“ zu Gott beim Gebet.
- Reisen zu unternehmen mit der formulierten Absicht, das Grab des Propheten oder anderer Heiligen zu besuchen.
- Das Erlassen von Fatwa ohne Belege aus Koran oder Sunna vorzulegen.
- Das Feiern von Mawlids (Kandils), wie z. B. den Mawlid an-Nabi.

Auf die Gräber und Fürsprachen-Thematik geht er ebenfalls ein, deren Anwender betrachtet er außerhalb der Religion:

„Die Gräber zu besuchen, um durch sie Gebete zu machen, sie zu umkreisen, sie zu küssen, seine Wange am Grab zu reiben, ihren Staub aufzunehmen, die Insassen des Grabes anzuflehen (isti'ana), sie um Hilfe, Beistand, Wohlergehen, Kinder, für Wohlstand, die Entfernung von Problemen, Linderung von Schmerzen und Krankheiten sowie anderer Bedürfnisse zu bitten, das alles sind Sachen, die die Götzendiener (Muschrik) von ihren Götzen verlangt haben. Keines von diesen Sachen (die oben aufgezählt wurden) ist gemäß dem Konsens (idschma) der Gelehrten in der Scharia erlaubt, da weder der Prophet, noch die Sahaba, noch die Tabiyun, noch die Imame (Begründer der Madhhab) dies taten. Die Grundlage dieser polytheistischen Bidʿa (Erneuerungen) wurde von den Anbetern der Statuen (Götzen) übernommen.“

## Lehre in der Gegenwart
Birgivi gilt als „Wiederentdecker“' des ibn Taimiyya und Inspirator für die salafistische Tariqa-yi muhammadiya. Inwiefern er eine Inspiration für andere salafistische Strömungen darstellt, ist unklar, seine Inspiration für Muhammad ibn Abd al-Wahhab, dem Begründer des Wahhabismus, ist aber umstritten. Seine Einflussnahme auf ʿAlī asch-Schaukānī (1760–1860) und Schāh Walīyullāh ad-Dihlawī dagegen gilt als sicher. Während seine Werke heutzutage in der Türkei, dem Balkan und in den arabischen Ländern nur ein Randinteresse darstellen, werden sie in Indien und Pakistan, insbesondere von den Deobandis, zitiert.

## Zitate
Über Sufis:
- DE: Noch junge Menschen mit unfertigen Bärten, oder wer anders […] mit einer Schicht von unwissenden Menschen, die durch Musik und Melodie, mit Tänzen ihr Gebet verrichten, mit bizarren Klängen, wie sie ein Esel von sich gibt, jemand, der dies wahrnimmt, muss mindestens den buğz (Innere Abscheu) verspüren und sich von diesem Ort entfernen[…] Schande über euch, diejenigen, die dies wissen und sehen, diesem mit einer Toleranz begegnen. Ein Teil von ihnen fürchtet sich vor diesen Vulgären und akzeptiert deswegen ihre Gebete.

- TR: "Henüz sakalı bitmemiş gençlerle, havai kimselerle (…) cahil halk tabakasıyla birlikte, nağmelerle dualar yapıp rakseden sufileri ve onların eşeğin anırmasına benzeyen naralarını ve tuhaf seslerini duyan' kimsenin en azından içinden buğz ederek oradan ayrılması gerektiğini söyler ve şunları ilave eder: "Yazıklar olsun o kadılara ki bunları bildikleri ve gördükleri halde men etmeyip müsamaha ile karşılarlar. Bir kısmı da bu pespayelerden korktuğu için dualarını talep ederler".

Über Erneuerungen:
- DE: Ein Muslim muss sich auf jeden Fall von den Erneuerungen (Bid´a) fernhalten. Sogar wenn die Religion des Volkes mit diesen umzingelt ist, darf er sich hiervon nicht beeinflussen lassen. Leider ist heutzutage nur eine Art von Ansicht über die Sunna vertreten, und das Volk umarmt diese mit seiner ganzen Kraft.
- TR: Bir müslümanın bidatlerden kesinlikle sakınması gerekir. Halkın dini hayatını bidatler sarmış olsa bile o, bunlardan etkilenmemelidir. Ne yazık ki bu gün sünnet diye sadece bazı şekil görüntüleri gündemdedir ve halk var gücü ile bunlara sarılmıştır.

## Werke
- 1 – Tarîkat-ı Muhammediyye
- 2 – Vasiyetname
- 3 – Zuhr-ul-müteehhilîn
- 4 – Avâmil
- 5 – İzhar
- 6 – Emsile-i Fadliye
- 7 – Risâletün fî beyânırusûm- il-mesâhif-il-Osmâniyye
- 8 – Ravdat-ül-cennât fî usûl-il-i’tikâd
- 9 – Şerhuha dîs-ül-erba’în
- 10 – Etfal-ül-müslimîn,
- 11 – Ziyâret-ül-kubûr
- 12 – Nûr-ul-ahyâ
- 13 – Cilâ-ül-kulûb
- 14 – Muaddil-üs-salât
- 15 – İkâz-ün-nâimîn
- 16 – Dürr-ül-yetîm fî ilm-it-tecvîd
- 17 – Hâşiye-i Hidâye
- 18 – İmtihân-ül-ezkiyâ
- 19 – Risâletün fî usûl-il-hadîs
- 20 – Ta’likat ales-Sadr-iş-şerî’a
- 21 – Rilâletün minel âdâb
- 22 – Ulûmu âliyye’den bahseden manzum bir risale
- 23 – Risâletün fî hurmet-it-tegannî ve vucûbi isti’mâ-il-hutab
- 24 – Sihahı acemiyye (persisch)
- 25 – Tefsîru sûret-il-Bekara
- 26 – İnkâz-ül-hâlikîn
- 27 – Şerhu lübâb-ül-elbâb fî ilm-il-i’râb lil-Beydâvî
- 28 – Dâfiat-ül-mübtediîn ve kâşifetü butlan-ül-mülhidîn
- 29 – Kifâyet-ül-mübtedî fis-sarf